# Exército da Nova Zelândia

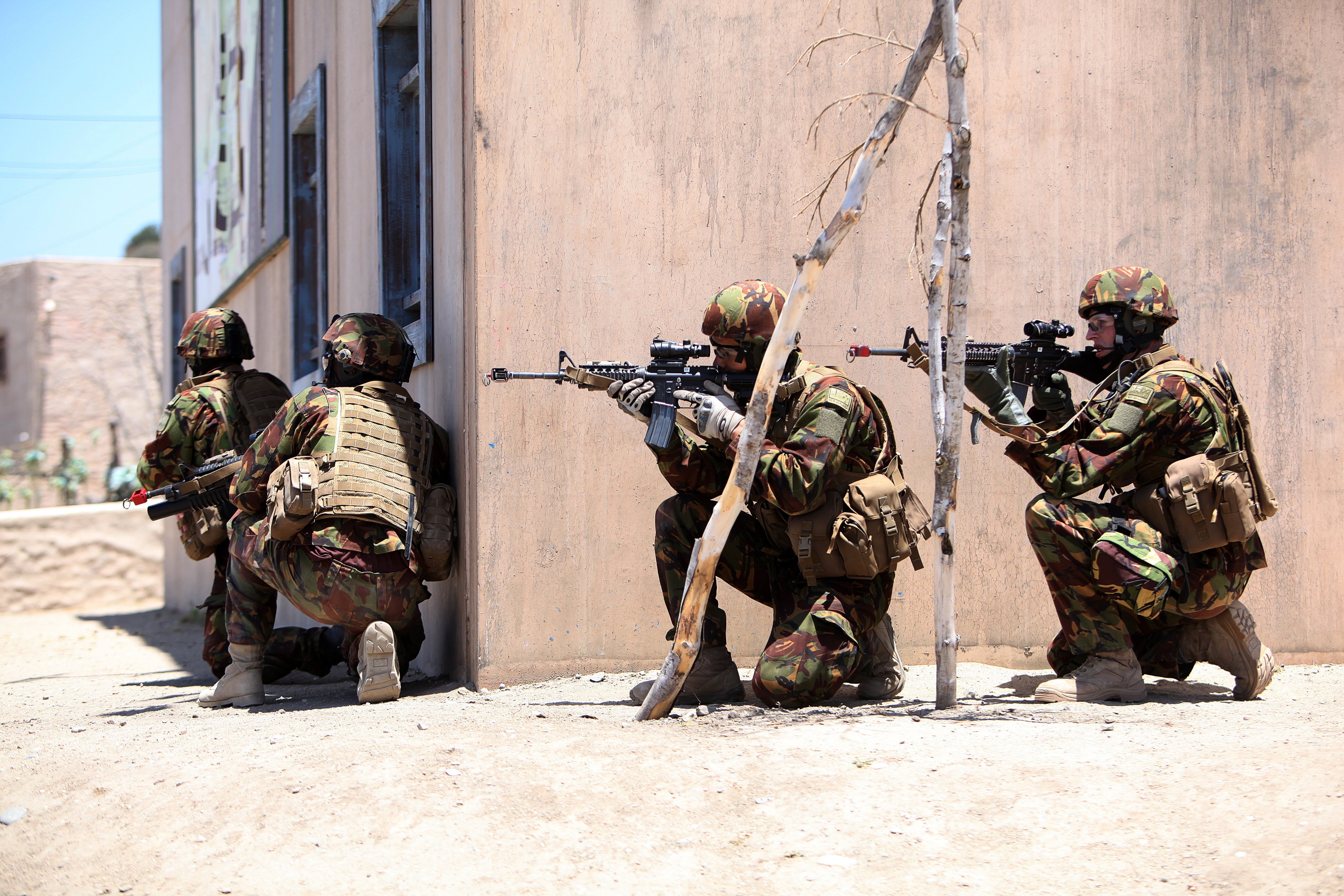
Militares neozelandeses em um exercício de treinamento em 2013.

O Exército da Nova Zelândia (em inglês: New Zealand Army), (em Maori: Ngāti Tumatauenga, "Tribo do Deus da guerra"), é uma força militar terrestre e é uma das forças de defesa da Nova Zelândia que compreende cerca de 4 500 funcionários da força regular, 2 000 funcionários da força territorial e 500 civis. Anteriormente, chamava-se Forças Armadas da Nova Zelândia, e o nome atual foi adotado por volta de 1946. O Exército da Nova Zelândia tem traços da sua história de milícias de colonos sublevados em 1845.
Os soldados da Nova Zelândia serviram com distinção nos grandes conflitos do século XX, incluindo na África do Sul, 1899-1902, na Primeira Guerra Mundial, Segunda Guerra Mundial, Guerra da Coreia, Emergência da Malaia, Confrontos no Bornéu e na Guerra do Vietnã. Desde 1970, as implantações tenderam a ser a assistência aos esforços de paz multilaterais.
Considerando a pequena dimensão da força, os compromissos operacionais mantiveram-se elevados desde o início da implantação do estado de Timor-Leste em 1999. A Nova Zelândia serviu na Primeira Guerra do Golfo, na Guerra do Iraque e atualmente na manutenção de paz em Timor-Leste, Afeganistão e ao serviço de outras missões das Nações Unidas.